# Marcipa contorta
Marcipa contorta är en fjärilsart som beskrevs av Pierre E.L. Viette 1958. Marcipa contorta ingår i släktet Marcipa och familjen nattflyn. Inga underarter finns listade i Catalogue of Life.